# Чемпионат Пуэрто-Рико по баскетболу
Чемпионат Пуэрто-Рико по баскетболу (БСН) — высшее баскетбольное соревнования Пуэрто-Рико. Лига основана в 1929 году. Первый розыгрыш турнира состоялся в 1930 году. Турнир состоит из регулярного чемпионата и серии плей-офф, в которую выходят 8 лучших команд лиги. Финальный матч плей-офф играется до четырёх побед, и победитель становится чемпионом страны по баскетболу.

## Текущие участники лиги
В сезоне 2019 в чемпионате Пуэрто-Рико приняло участие 9 клубов.
| Команда                 | Город       | Арена                            | Вместимость |
| ----------------------- | ----------- | -------------------------------- | ----------- |
| Каридурос де Фахардо    | Фахардо     | Tomas Dones Coliseum             | 6000        |
| Леонес де Понсе         | Понсе       | Juan Pachín Vicéns Auditorium    | 8000        |
| Атлетикос де Сан-Херман | Сан-Херман  | Arquelio Torres Ramírez Coliseum | 5000        |
| Вакерос де Баямон       | Баямон      | Ruben Rodriguez Coliseum         | 9000        |
| Сантерос де Агуада      | Агуада      | Ismael Delgado Coliseum          | 7500        |
| Пиратас де Кебрадильяс  | Кебрадильяс | Raymond Dalmau Coliseum          | 5500        |
| Капитанес де Аресибо    | Аресибо     | Manuel Iguina Coliseum           | 12 000      |
| Индиос де Маягуэс       | Маягуэс     | Palacio de Recreación y Deportes | 5500        |
| Брухос де Гуаяма        | Гуаяма      | Dr. Roque Nido Stella Coliseum   | 3500        |

## Бывшие клубы
- Польюэлос де Айбонито (1977—2001)
- Конкистадорес де Агвада
- Тибуронес де Агуадилья (1970-е—1998)
- Тайнос де Кабо Рохо (1989—1993)
- Криольос де Кагуас (1976—2009)
- Индиос де Канованас
- Гигантес де Каролина (1971—2009)
- Торитос де Кайей (2002—2004)
- Кангрехерос де Сантурсе (1998—2017)
- Касикес де Умакао (2005—2017)
- Титанес де Моровис (1977—2006)
- Авансинос де Вильяльба (1996—1998)
- Атеньенсес де Манати (2014—2017)